# Salahlı (Samux)
Salahlı è un comune dell'Azerbaigian situato nel distretto di Samux. Conta una popolazione di 670 abitanti.